# Tapinanthus erianthus
Tapinanthus erianthus là một loài thực vật có hoa trong họ Loranthaceae. Loài này được (Sprague) Danser miêu tả khoa học đầu tiên năm 1933.